# Аль-Анбия
Аль-Анби́я (араб. الأنبياء — Пророки) — двадцать первая сура Корана. Сура мекканская.  Состоит из 112 аятов.

## Содержание
Сура указывает на близость Судного дня и на то, что многобожники с пренебрежением игнорируют возможность этого события. Прекрасная организация небес и земли называется явным доказательством того, что у них один Творец.
В этой суре приводится история Мусы, Харуна и Фараона, история отношений Ибрахима с его народом и говорится о том, что Аллах даровал ему праведных сыновей. В ней повествуется о Луте и о гибели его нечестивого народа; о Нухе и о его неверующем народе и том, как постигла их гибель, кроме тех, кто уверовал в Аллаха. Аллах рассказывает истории Сулеймана, Дауда, Аййуба, Исмаила, Идриса, Зу-ль- Кифла, Зу-н-Нуна и Марйам. Аллах также рассказывает об Яджудж и Маджудж, разъясняет.
В аяте 105 процитирован парафраз «праведники наследуют землю и будут жить на ней вовек» (Пс. 36:29) Инджиля.

Приблизился к людям расчёт с ними, однако они с пренебрежением отворачиваются. ۝ Когда бы ни приходило к ним новое назидание от их Господа, они выслушивали его, забавляясь. ۝ Сердца же их оставались беспечными. Беззаконники говорили между собой тайком: «Разве это — не такой же человек, как и вы? Неужели вы покоритесь колдовству, которое вы видите воочию?» ۝ Он (Мухаммад) сказал: «Мой Господь знает то, что говорят на небе и на земле. Он — Слышащий, Знающий». ۝ Они сказали: «Это — бессвязные сны! Нет, он сочинил это! Нет, он — поэт! Пусть он покажет нам знамение, подобное тем, с которыми были отправлены первые посланники». ۝ Ни одно из селений, которые Мы погубили до них, не уверовало. Неужели они уверуют? ۝ Мы и до тебя отправляли только мужей, которым внушали откровение. Спросите людей Напоминания, если вы не знаете этого. ۝ Мы не сотворили их (посланников) телами, которые не потребляют пищу, и они не были бессмертными. ۝ Потом Мы выполнили данное им обещание, спасли их и тех, кого пожелали, и погубили преступающих границы дозволенного. ۝ Мы уже ниспослали вам Писание, в котором содержится напоминание о вас. Неужели вы не разумеете?— Коран 21:1—10 (Кулиев)